# Enrique Almaraz y Santos

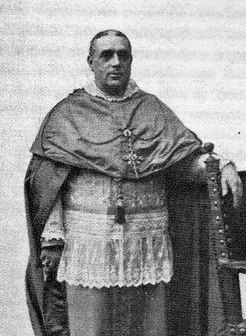
Kardinal Almaraz y Santos in Cappa magna

Kardinalswappen

Enrique Kardinal Almaraz y Santos (* 22. September 1847 in La Vellés; † 22. Januar 1922 in Madrid) war Erzbischof von Sevilla, später Erzbischof von Toledo und Primas von Spanien und Ehrenbürger Sevillas, Palencias und Puerto de Santa Marías.

## Leben
Er studierte am Zentralseminar Salamanca, das ihm 1876 einen Doktortitel in Theologie verlieh und er ein Lizenziat im Kanonischen Recht erhielt. 1874 empfing er für das Bistum Salamanca die Priesterweihe und tat dort pastorale Arbeit. Er war Mitglied der Fakultät des Priesterseminars Salamanca und war im Jahre 1874 Domscholaster. Während dieser Zeit wurde er zum Päpstlichen Kammerherrn bestellt. Er siedelte nach Madrid über, wo er Prediger der königlichen Kammer am Hofe des Königs wurde. Er diente als Sekretär des Bischofs von Madrid und war Mitglied der Fakultät des Priesterseminars von Madrid. Im April 1886 wurde er zum Generalvikar und 1891 zum Erzpriester und Dekan des Domkapitels von Madrid gewählt.
Papst Leo XIII. ernannte ihn am 18. Januar 1893 zum Bischof von Palencia. Der Erzbischof von Valencia, Ciriaco María Kardinal Sancha y Hervás, spendete ihm am 16. April desselben Jahres in der Kirche Colegiata de San Isidro die Bischofsweihe; Mitkonsekratoren waren José María Cos y Macho, Erzbischof ad personam von Madrid, und Jaime Cardona y Tur, Militärgeneralvikar von Spanien. Als Bischof von Palencia betrieb er maßgeblich den Erhalt und die – heute nicht ganz unumstrittene – Restaurierung der Kirche San Martín in Frómista, die zu seiner Diözese gehörte. Sie ist eine der bedeutendsten romanischen Kirchen in Spanien und heute als Teil des Jakobswegs Bestandteil des Weltkulturerbes der UNESCO.
Er war Senator des Spanischen Königreichs von 1899 bis 1902. Am 18. April 1907 wurde er zum Metropoliten von Sevilla erhoben. Er wurde im November 1907 als Senator des spanischen Königreichs wiedergewählt und blieb bis zu seinem Tod im Amt.
Papst Pius X. nahm ihn am 27. November 1911 als Kardinalpriester in das Kardinalskollegium auf und er erhielt am 2. Dezember des gleichen Jahres die Titelkirche San Pietro in Montorio. Er beteiligte sich am Konklave 1914, das Benedikt XV. wählte. Am 16. Dezember 1920 wurde er zum Erzbischof von Toledo ernannt. Er starb am selben Tag wie Benedikt und wurde in der Kathedrale von Toledo beigesetzt.